# 30314 Yelenam
30314 Yelenam è un asteroide della fascia principale. Scoperto nel 2000, presenta un'orbita caratterizzata da un semiasse maggiore pari a 2,2504008 UA e da un'eccentricità di 0,1199879, inclinata di 6,13764° rispetto all'eclittica.